# Virus (album)
Virus är det svenska death metal-bandet Hypocrisys nionde studioalbum och släpptes 2005.

## Låtlista
1. "XVI" − 0:16
2. "War-Path" − 4:23
3. "Scrutinized" − 4:25
4. "Fearless" − 4:24
5. "Craving for Another Killing" − 3:50
6. "Let the Knife Do the Talking" − 4:15
7. "A Thousand Lies" − 4:52
8. "Incised Before I've Ceased" − 4:28
9. "Blooddrenched" − 3:42
10. "Compulsive Psychosis" − 4:14
11. "Living to Die" − 5:42
12. "Watch Out (demo)" (Japansk bonus track) − 3:34